# بيل شولتز
بيل شولتز (بالإنجليزية: Bill Schulz)‏ هو صحفي أمريكي، ولد في 14 أغسطس 1975.

## وصلات خارجية
- بيل شولتز على موقع IMDb (الإنجليزية)